# Невидимі діти
«Невидимі діти» (англ. All the Invisible Children, 2005) кінофільм, що складається з семи короткометражних фільмів про дітей, знятих різними режисерами.

## Сюжет
У семи епізодах фільму головними героями є діти, які воюють в Африці, відбувають термін у дитячій колонії, хворіють на СНІД, живуть на вулиці. Але незважаючи на вимушене раннє дорослішання, вони залишаються дітьми.

## Епізоди

### Танзі (Tanza)
- режисер Мехді Шареф.
- Автор сценарію: Мехді Шареф.
- У ролях: Адама Била, Елізе Руамба, Родріго Уаттара.
- оператор: Пилип брели.
- композитор: Рокіа Троре .
- Дія відбувається в Африці. Конкретна країна не вказана, але зйомки проходили в Буркіна-Фасо.

Дитині-солдату дали завдання підірвати будівлю у ворожому селі. Він входить в будівлю, щоб встановити бомбу. Озирнувшись, він розуміє, що це школа. Хлопчик відповідає на питання, написані крейдою на дошці, потім сідає за парту і кладе голову на бомбу, вимикаючи її.

### Циганча (Blue Gypsy)
- режисер Емір Кустуріца.
- Автор сценарію: Стрибор Кустуріца.
- У ролях: Урош Милованович, Драган Журовач, Владан Мілоевіч, Горан Врачар, Міхон Васич.
- оператор: Мішель Амато.
- композитор: Стрибор Кустуріца.
- Фільм знятий в Сербії і Чорногорії.

Історія про хлопчика-цигана, який відбуває останні дні свого терміну в колонії для неповнолітніх. У день звільнення за ним приходить вся родина і забирає його прямо зі святкового концерту. Хлопчик хоче стати перукарем і перестати красти. Однак у його батька інші плани на його майбутнє. Він розбиває пляшку о голову хлопчика і змушує його пограбувати машину. Власник машини помічає маленького злодюжку і влаштовує погоню. Хлопчик, рятуючись від погоні перестрибує через паркан і знову опиняється в колонії, життя в якій виявляється кращим, ніж життя на волі.

### Божі діти Америки (Jesus Children of America)
- режисер Спайк Лі.
- Автор сценарію: Чинка Лі, Джої Лі.
- У ролях: Ханна Ходсон, Андре Ройо, Розі Перес, Газелле Гудман, коат Мунді та інші.
- оператор: Кліфф Чарльз.
- композитор: Теренс Бланшар.
- Фільм знятий в США.

Історія про сім'ю, в якій батьки наркомани та ВІЛ-інфіковані, але приховують це від доньки (Б'янки), яка теж є носієм ВІЛ. Однак у школі її однокласники дізнаються про те, що вона хвора і починають знущатися з неї. Зав'язується бійка, в якій дівчинку штовхають і в кров розбивають лоб. Мати дівчинки, яка вдарила Б'янку, приходить в школу і вимагає, щоб дівчинку ізолювали від спілкування з іншими дітьми. Потім вона починає кричати на Б'янку. Б'янка повертається додому до батьків-наркоманам і просить, щоб їй розповіли правду про її хворобу. Батьки вирішують відвести її в центр реабілітації ВІЛ-інфікованих дітей.

### Білу і Жоао (Bilu e João)
- режисер Катя Лунд.
- Автор сценарію : Катя Лунд, Едуарду Тріпа.
- У ролях: Віра Фернандеш, Франсішку Анаваке.
- оператор: Тока Сеабра.
- композитор: Антоніу Пінту.
- Дія відбувається в Бразилії.

Хлопчик і дівчинка збирають порожні банки і картон, заробляючи таким чином гроші на цеглу і на кишенькові витрати. Дощ, конкуренція, жорстокі закони вулиць все це не заважає їм заробити трохи грошей.

### Джонатан (Jonathan)
- режисери Рідлі Скотт і Джордан Скотт.
- Автор сценарію: Джордан Скотт.
- У ролях: Девід Тьюліс, Келлі Макдональд, Джордан Кларк, Джек Томпсон, Джошуа Лайт.
- оператор: Джим Уітакер.
- композитор: Рамін Джаваді.
- Фільм знятий у Великій Британії.

Військовий фотограф Джонатан одного разу повертається в дитинство і дивиться на війну очима дитини.

### Чіро (Ciro)
- режисер Стефано Венерузо.
- Автор сценарію: Дієго Де Сільва, Стефано Венерузо.
- У ролях: Даніеле Вікоріто, Емануеле Вікоріто, Марія Грація Кучинотта.
- оператор: Вітторіо Стораро.
- композитор: Мауріціо Капоне.
- Фільм знятий в Італії.

Два хлопчики крадуть годинник у чоловіка, поки той стоїть у пробці, а потім продають їх працівнику парку розваг за гроші і жменьку жетонів на атракціони.

### Сонг-Сонг і Кошеня (Song Song and Little Cat)
- режисер Джон Ву.
- Автор сценарію: Цанг Лі.
- У ролях: Чжао Чжікун, Ци Рюї, Ван Бін, Венлі Чіан.
- оператор: Нянпін Жін.
- композитор: Хаї Лін.
- Фільм знятий в Китаї.

Бідний старий знаходить викинуту малечу і стає її опікуном. Але старий вмирає і вони змушена сама заробляти собі на хліб, продаючи квіти. Діти цілий день продають квіти, а всі зароблені гроші віддають грубому і злому господареві. Він годує їх юшкою, але може запросто залишити без їжі, якщо за день вони зароблять мало грошей. Одночасно з історією про бідну дівчинку розповідається історія про багату дівчинці, в сім'ї якої не все гладко. Її батько йде від матері, так як його коханка народила сина. Мати перебуває в найглибшій депресії. Дівчинка, у якої є все, виявляється самотньою у своєму величезному будинку. У неї багато іграшок, в тому числі красива лялька, яку вона, розлютившись, викидає з вікна автомобіля. Цю ляльку знайшов і подарував своїй вихованці старий бідняк. Мати багатою дівчинки вирішує покінчити з собою і, одночасно, зі своєю дочкою. Поки вони стоять у пробці, по шляху до водоймища, до них підходить бідна дівчинка і дарує багатою дівчинці квітку. Ця квітка допомагає матері прийти в себе, не скоїти подвійного вбивства і звернути, нарешті, свою увагу на дочку.

## Цікаві факти
- Всі доходи від фільму були направлені до фонду допомоги потребуючим дітям.
- Фільм закінчується фразою з «Маленького принца» Антуана де Сент-Екзюпері: «Всі дорослі колись були дітьми. Багато з них вже це забули».